# Rancora
Rancora is een geslacht van vlinders van de familie Uilen (Noctuidae), uit de onderfamilie Cuculliinae.

## Soorten
- R. albicinerea Smith, 1903
- R. albida Smith, 1894
- R. brucei Smith, 1903
- R. comstocki McDunnough, 1937
- R. ketchikana Barnes & Benjamin, 1922
- R. serraticornis Lintner, 1874
- R. solidaginis Behr, 1874
- R. strigata Smith, 1892